# I wojna berberyjska
I wojna berberyjska (toczona w latach 1801–1805), zwana również wojną trypolitańską – pierwsza z dwóch wojen, do których doszło pomiędzy Stanami Zjednoczonymi a muzułmańskimi państwami Afryki Północnej nazywanymi potocznie państwami berberyjskimi. Znajdowały się wśród nich Sułtanat Maroka i Trypolis, quasi-niepodległe miasto-państwo, nominalnie należące do Imperium Osmańskiego. Przyczyną wojny były powtarzające się ataki piratów berberyjskich na amerykańską żeglugę handlową.

## Podłoże konfliktu
Okręty pirackie z północnoafrykańskich miast-państw Trypolisu, Tunisu, Oranu i Algieru, leżących na Wybrzeżu Berberyjskim i nominalnie zarządzanych przez imperium osmańskie, stały się poważnym zagrożeniem dla żeglugi i handlu na Morzu Śródziemnym. Przechwytywanie statków handlowych, jak również okup wypłacany za nie i ich załogi stał się głównym źródłem dochodów muzułmańskich władców i ich poddanych. Ponieważ prymitywna gospodarka, oparta głównie na hodowli i ubogim rolnictwie, nie mogła zapewnić dobrobytu na miarę ambicji dejów i szejków, zapewniali ów dobrobyt niewolnicy, za których wyznaczano wysokie sumy okupu. Bogaci jeńcy mogli wykupić się sami, ale biednych czekał okrutny los i długa niewola. W Europie od XII wieku istniał wyspecjalizowany zakon trynitarzy zajmujący się zbieraniem funduszy na wykupywanie niewolników z rąk piratów berberyjskich.
Przyczyn ataków na okręty amerykańskie i samej wojny należy szukać w próbie wymuszenia od rządu Stanów Zjednoczonych zwyczajowego haraczu za powstrzymanie dalszych napadów, było to normalnym postępowaniem państw europejskich. Przed zawarciem traktatu paryskiego, który zagwarantował USA niepodległość, statki amerykańskie znajdowały się pod ochroną Francji (1775–1783). Wprawdzie traktat sojuszniczy nie wymieniał państw berberyjskich, mówiąc jedynie o wspólnych nieprzyjaciołach Francji i Stanów Zjednoczonych, ale mógł w praktyce dotyczyć państw berberyjskich czy piractwa w ogóle. W tej sytuacji regularne napaści na statki amerykańskie zaczęły się dopiero po zakończeniu Amerykańskiej Rewolucji, kiedy to protekcja ze strony Francji przestała obowiązywać.
11 października 1784 roku marokańscy piraci schwytali brygantynę „Betsey”. Ten pierwszy akt piractwa przeciw żegludze amerykańskiej miał szczęśliwe zakończenie: rząd hiszpański zdołał wynegocjować uwolnienie statku i załogi; przy okazji Hiszpania poradziła Stanom Zjednoczonym, by okupiły się haraczem i uniknęły napadów w przyszłości. Ambasador amerykański we Francji, Thomas Jefferson, zdecydował się wysłać posłów do Maroka i Algieru z zadaniem zawarcia traktatów pokojowych i wynegocjowania uwolnienia marynarzy przetrzymywanych w Algierze. Maroko było pierwszym berberyjskim państwem, które podpisało traktat ze Stanami Zjednoczonymi, co nastąpiło 23 czerwca 1786 roku. Traktat ten formalnie kończył pirackie działania Marokańczyków przeciw żegludze amerykańskiej. Artykuł 6. traktatu stanowił, że jeśli porwanie Amerykanów (przez Marokańczyków bądź obywateli innego państwa) nastąpi na terytorium Maroka, Amerykanie ci winni zostać uwolnieni i objęci opieką władz marokańskich.
Amerykańskie zabiegi dyplomatyczne w Algierii nie przyniosły tak pomyślnych wyników jak w Maroku. Algierscy piraci zaczęli napadać na amerykańskie statki 25 lipca 1785 roku, kiedy to uprowadzili szkuner „Maria” i „Dauphin” tydzień później. Wszystkie cztery państwa-miasta Berberii (Trypolis, Tunis, Algier i Oran) żądały haraczu w wysokości 660 000 dolarów, podczas gdy posłowie dysponowali zaledwie kwotą 40 000. Dyplomaci bezskutecznie próbowali wynegocjować bardziej przystępną sumę haraczu lub okupu za schwytanych marynarzy. Załogi „Marii” i „Dauphina” pozostawały w niewoli przez ponad dziesięć lat, a wkrótce miały dołączyć do nich inne, ujęte przez piratów berberyjskich. W roku 1795 Algier porozumiał się ze Stanami Zjednoczonymi odnośnie do zwolnienia 115 marynarzy za cenę ponad miliona dolarów. Suma ta była równa niemal jednej szóstej ówczesnego budżetu federalnego i miała zabezpieczać amerykańską żeglugę przed napadami w przyszłości. Ciągłe żądania haraczy doprowadziły w końcu do utworzenia w roku 1798 United States Department of the Navy, który miał się zająć zapobieganiem dalszym pirackim atakom, jak również skończyć z niezwykle wygórowanymi żądaniami państw berberyjskich.
W wielu listach i zeznaniach składanych przez marynarzy po uwolnieniu, opisywali oni swe uwięzienie jako niewolnictwo, chociaż było to niewolnictwo nieco inne niż praktykowane w Stanach Zjednoczonych i Europie w tamtych czasach. Niewolnicy w Berberii mogli z czasem dojść do bogactwa i godności. Przykładem takiej kariery był James Leander Cathcart, który osiągnął stanowisko doradcy deja Algieru. Ogromna jednak większość brańców była zmuszana do ciężkiej, niewolniczej pracy na rzecz berberyjskich piratów, na pograniczu życia i śmierci. Wraz z przedostawaniem się informacji o fatalnych warunkach bytowych do opinii publicznej, cywilni Amerykanie zaczęli coraz głośniej domagać się od władz podjęcia zdecydowanej akcji przeciwko piratom.
W marcu 1785 roku Thomas Jefferson i John Adams podjęli rozmowy z wysłannikiem paszy Trypolisu w Londynie, ambasadorem Sidi Hadżim Abdrahamanem. Zapytany dlaczego jego kraj podejmuje kroki wojenne przeciw narodom, które nie wyrządziły mu żadnej krzywdy, ambasador odpowiedział:
Zostało zapisane w Koranie, że wszystkie narody nie uznające Proroka są grzesznikami, których ma się prawo i obowiązek rabować i zniewalać; że każdy muzułmanin, który zginie w takiej walce, może być pewien, że pójdzie do raju. Mąż, który pierwszy wedrze się na statek, otrzymuje dodatkowego niewolnika w nagrodę, i że gdy (piraci) przeskakują na pokład nieprzyjacielskiego statku, każdy z nich trzyma sztylet w każdej dłoni, a trzeci w zębach; co najczęściej wywołuje panikę wśród nieprzyjaciół tak, że krzyczą z przerażenia przez kwadrans.

Jefferson doniósł o tej rozmowie sekretarzowi spraw zagranicznych Johnowi Jayowi, który przedstawił wypowiedź ambasadora Trypolisu Kongresowi. Jefferson był zdania, że płacenie haraczy zachęca do nowych ataków. John Adams, choć zgadzał się z Jeffersonem, uważał, że okoliczności zmuszają Stany Zjednoczone do płacenia haraczy do czasu zbudowania wystarczająco silnej floty. Stany Zjednoczone stoczyły właśnie wyczerpującą wojnę o niepodległość, co spowodowało głębokie zadłużenie młodego państwa. Federaliści i antyfederaliści dyskutowali o potrzebach kraju i o ciężarach podatkowych. Własna partia Jeffersona, demokratyczni republikanie, wraz z przeciwnikami budowy floty, podnosili, że przyszłość kraju leży w ekspansji na zachód, a handel transatlantycki przyczynia się do pochłaniania pieniędzy i energii młodego narodu amerykańskiego przez bezzasadne wojny w Starym Świecie. W rezultacie Stany Zjednoczone zapłaciły Algierowi haracz i płaciły milion dolarów rocznie przez następne 15 lat za swobodę amerykańskiej żeglugi handlowej i powrót uprowadzonych marynarzy. Okupy i haracze płacone pirackim państwom pochłonęły 20% budżetu administracji amerykańskiej w roku 1800.
Jefferson nie ustawał w zabiegach o zaprzestanie płacenia haraczy, zyskując coraz silniejsze poparcie George’a Washingtona i innych znaczących polityków. Po doprowadzeniu floty amerykańskiej do gotowości bojowej w roku 1794, co spowodowało wzmocnienie jej sił na morzach, stało się coraz bardziej prawdopodobne, że Ameryka będzie mogła odmówić płacenia haraczu.

## Wypowiedzenia wojny

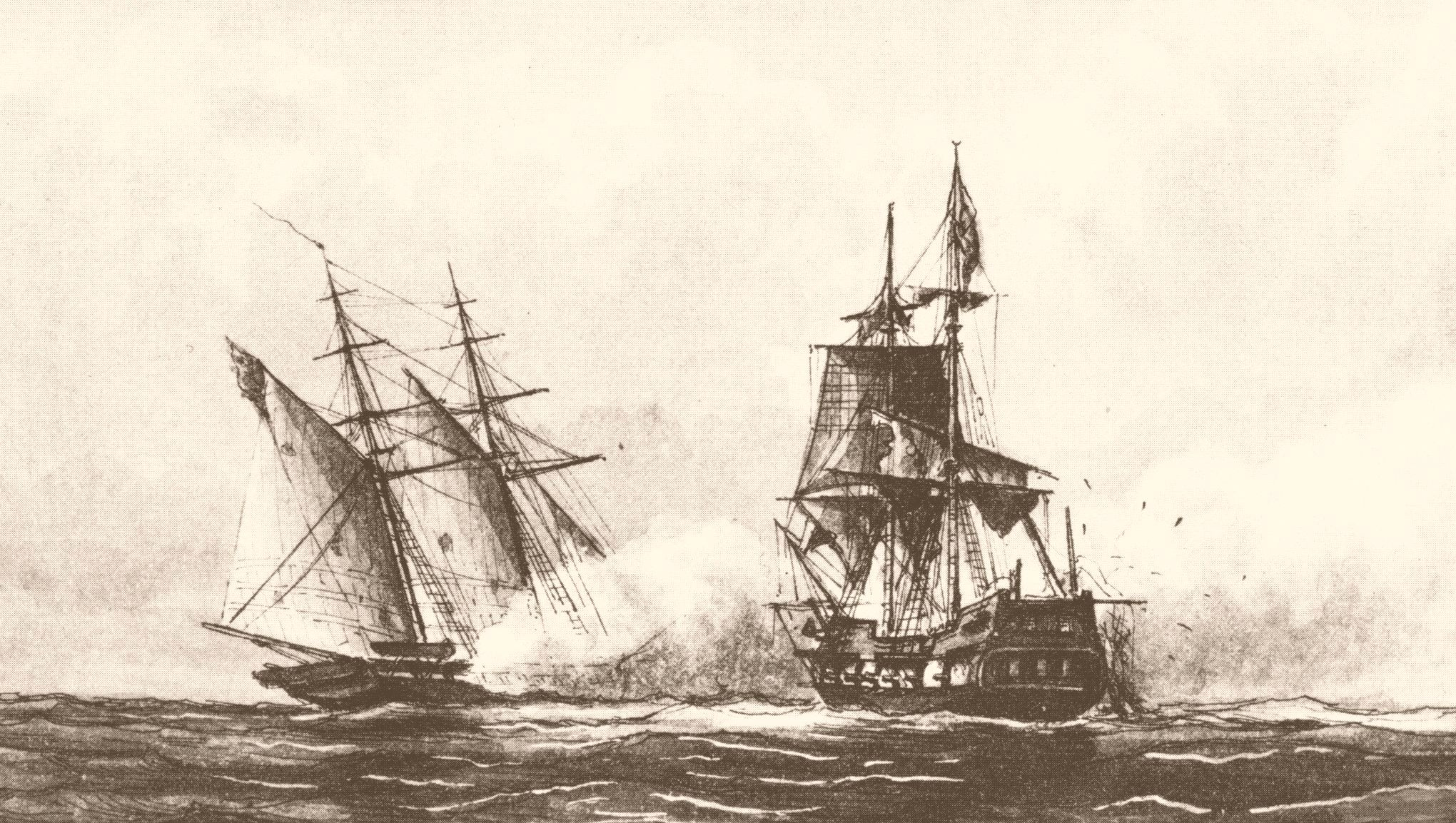
USS „Enterprise” w walce z „Tripoli”

Po zaprzysiężeniu Jeffersona jako prezydenta w roku 1801, Jusuf Karamanli, pasza Trypolisu, zażądał od nowej administracji 225 000 dolarów (w roku 1800 przychody państwa przekroczyły nieznacznie 10 milionów). Przystępując do realizacji swych dawnych planów, Jefferson odrzucił żądanie. W rezultacie, w maju 1801 roku, pasza wypowiedział wojnę Stanom Zjednoczonym; nie poprzez wysłanie formalnego pisma, a – zgodnie z berberyjskim zwyczajem – za pomocą zrąbania masztu flagowego przed siedzibą konsulatu USA. Algier i Tunis nie wsparły tym razem swego sojusznika.
W odpowiedzi Jefferson wysłał na Morze Śródziemne eskadrę fregat, które miały zabezpieczać interesy amerykańskie w regionie i poinformował o swych działaniach Kongres. I choć kongresmeni nigdy nie głosowali na temat formalnego wypowiedzenia wojny, uprawnili prezydenta do wydania polecenia dowódcom okrętów amerykańskich, by atakowali i zdobywali wszystkie statki i dobra paszy Trypolisu, a także by podejmowali wszelkie działania, jakie usprawiedliwia stan wojny.
1 sierpnia 1801 roku szkuner USS „Enterprise” pokonał 14-działowy piracki okręt „Tripoli” po zażartej, ale raczej jednostronnej bitwie, w której amerykańscy marines dziesiątkowali swym ogniem próbujących abordażu piratów.
W roku 1802, w odpowiedzi na prośbę Jeffersona o wydanie zezwolenia na walkę z piratami, Kongres przegłosował ustawę „o ochronie handlu i żeglarzy Stanów Zjednoczonych wobec trypolitańskich rajdów”, która uprawniała prezydenta do „...zatrudnienia tylu okrętów Stanów Zjednoczonych, ile będzie trzeba... dla efektywnej ochrony handlu i żeglarzy na Oceanie Atlantyckim, Morzu Śródziemnym i morzach przyległych”.
Flota amerykańska była wprawdzie dla piratów nie do pokonania w morzu, ale wciąż nie podjęto kluczowych decyzji. Jefferson naciskał na wzmocnienie działań militarnych i wysłanie w rejon Śródziemnomorza najlepszych okrętów w roku 1802. Okręty USS „Argus”, USS „Chesapeake”, USS „Constellation”, USS „Constitution”, USS „Enterprise”, USS „Intrepid”, USS „Philadelphia” i USS „Syren” brały udział w tych zmaganiach pod dowództwem komodora Edwarda Preble’a. W roku 1803 Preble podjął blokadę portów berberyjskich i serię rajdów przeciwko ich flocie.

## Bitwy

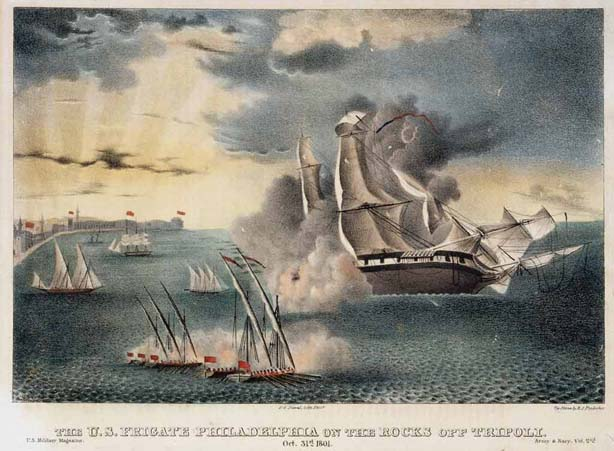
USS „Philadelphia” na mieliźnie pod Trypolisem

W październiku 1803 roku flocie Trypolisu udało się zdobyć fregatę USS „Philadelphia”, która weszła na mieliznę w czasie patrolowania Zatoki Trypolitańskiej. Wysiłki Amerykanów, by ściągnąć okręt na głęboką wodę pod ogniem baterii nabrzeżnych, spełzły na niczym. Kapitan William Bainbridge wraz z całą załogą dostał się do niewoli. Zabrano ich na brzeg, gdzie przetrzymywani byli jako zakładnicy. „Philadelphia” została przez muzułmanów ściągnięta z mielizny i zakotwiczona na redzie portu jako bateria pływająca.
W nocy na 16 lutego 1804 roku porucznik Stephen Decatur podpłynął, na czele niewielkiego oddziału marines na pokładzie zdobytego na piratach kecza przechrzczonego na USS „Intrepid”, do burty „Philadelphii”, przy czym zwiedzeni wyglądem jednostki strażnicy nie wszczęli alarmu. Marines wdarli się następnie na pokład „Philadelphii”, obezwładnili strażników i podpalili fregatę, czyniąc ją niezdatną do użytku przez nieprzyjaciela. Brawurowa akcja Decatura odbiła się szerokim echem i uczyniła zeń pierwszego bohatera amerykańskich wojen od czasów Rewolucji. Brytyjski admirał Horatio Nelson, sam znany powszechnie z odwagi i brawury, miał nazwać tę akcję „najśmielszym i najzuchwalszym wyczynem tego wieku”.
Preble zaatakował Trypolis bezpośrednio 14 lipca 1804 roku w serii nierozstrzygniętych starć, w tym dobrze zaplanowanego ataku przy pomocy „Intrepida” zamienionego w brander pod dowództwem komandora Richarda Somersa. Wypełniony beczkami z prochem „Intrepid” miał wejść do portu w Trypolisie i zniszczyć nieprzyjacielską flotę, tymczasem z niejasnych przyczyn – być może po trafieniu pociskiem z nadbrzeżnych fortów – okręt wyleciał w powietrze przed osiągnięciem celu, zabijając Somersa i całą załogę.
Punktem zwrotnym tej wojny stała się bitwa o Darnę (kwiecień-maj 1805). Ex-konsul William Eaton i porucznik Presley O’Bannon z USMC poprowadzili oddział, złożony z ośmiu marines i około pięciuset greckich, arabskich i berberyjskich najemników, przez pustynię z Aleksandrii w Egipcie, w celu zaatakowania trypolitańskiego miasta Darna. Po raz pierwszy w historii sztandar USA pojawił się na innym niż Ameryka kontynencie. Akcja ta została unieśmiertelniona w poezji Johna Greenleafa Whittiera, jak również w refrenie hymnu USMC: 

From the halls of Montezuma to the shores of Tripoli,
 
We will fight our country's battles on the land as on the sea.
 
First to fight for right and freedom and to keep our honor clean,

We are proud to claim the title of United States Marine.

## Traktat pokojowy
Po utracie Darny, zagrożony blokadą i rajdami okrętów amerykańskich, Jusuf Karamanli podpisał 4 czerwca 1805 roku traktat kończący zmagania. Artykuł 2 Traktatu stanowił:
Pasza Trypolisu wyda amerykańskiej eskadrze, obecnie kotwiczącej na redzie Trypolisu, wszystkich posiadanych przezeń Amerykanów; nadto wszyscy poddani paszy Trypolisu, obecnie podlegający władzy Stanów Zjednoczonych Ameryki, winni być jemu przekazani; jeśli liczba Amerykanów będących własnością paszy Trypolisu wyniesie mniej więcej trzysta osób, a liczba Trypolitańczyków podlegających władzy Stanów Zjednoczonych Ameryki wyniesie mniej więcej sto osób, pasza Trypolisu otrzyma od (rządu) Stanów Zjednoczonych Ameryki sumę sześćdziesięciu tysięcy dolarów, jako opłatę za wymienionych powyżej więźniów.
Zgadzając się na zapłacenie 60 000 dolarów za amerykańskich więźniów, administracja Jeffersona jasno rozgraniczyła pojęcia „okup” i „haracz”. Większość obserwatorów ówczesnej sceny politycznej uważała, że wykupienie marynarzy z niewoli było właściwym zakończeniem wojny. Innego zdania był William Eaton, który do końca życia krytykował traktat, twierdząc, że jego wysiłki zostały zaprzepaszczone przez dyplomatę Departamentu Stanu Tobiasa Leara. Eaton i jego współtowarzysze z czasu pustynnej wyprawy uważali, że wzięcie Darny winno być użyte jako element przetargowy dla uwolnienia wszystkich Amerykanów bez płacenia za nich okupu. Co więcej, Eaton twierdził, że honor Stanów Zjednoczonych ucierpiał na poświęceniu Hameta Karamanliego (brata Jusufa), któremu obiecano przywrócenie władztwa Trypolisu. Skargi Eatona były pomijane milczeniem, szczególnie wobec napięć międzynarodowych, które miały doprowadzić wkrótce do wojny roku 1812.
I wojna berberyjska podniosła militarny prestiż Stanów Zjednoczonych. Wcześniej amerykańskie siły zbrojne i dowodzenie nimi były dla świata zagadką. Wojna ta pokazała, że Amerykę stać na prowadzenie działań daleko od własnego terytorium, i że siły amerykańskie są zdolne do wspólnego działania, nie zaś – jak sądzono – jako odrębne siły Georgii czy Pensylwanii. US Navy i USMC były odtąd postrzegane jako stały i pewny element amerykańskich sił zbrojnych.
Tymczasem okazało się, że problem piratów berberyjskich wcale nie został rozwiązany. W roku 1807 piraci z Algieru ponownie zaczęli zagarniać amerykańskie statki i ich załogi. Stany Zjednoczone, w przededniu wojny brytyjsko-amerykańskiej 1812 roku, nie mogły odpowiednio reagować aż po rok 1815, kiedy to wybuchła II wojna berberyjska, która, po trudnych i popartych siłą ogniową okrętów negocjacjach komodorów Williama Bainbridge’a i Stephena Decatura, doprowadziła do wymuszenia traktatów kończących ostatecznie płacenie haraczy przez Stany Zjednoczone.